# Partido de las Masas Proletarias
El Partido de las Masas Proletarias (無産大衆党, Musan Taishūtō) fue un partido político de corta duración en Japón. Fue fundado el 22 de julio de 1928 por la facción Rōnō (que había pertenecido al Partido Laborista-Agrario, antes de que ese partido fuera prohibido en abril de 1928). Suzuki Mosaburō se convirtió en el secretario general del partido. Yamakawa y Sakai Toshihiko funcionaron como asesores "mayores" en el partido. Otros fundadores destacados del partido fueron Kuroda, Inamura Junzo y Okada.
El Partido de las masas proletarias afirmó tener alrededor de 2.500 miembros. En el momento de su fundación, el partido declaró su intención de luchar contra el sectarismo de izquierda y el disrupcionismo de derecha. Los fundadores del partido criticaron el liderazgo de Oyama Ikuo en los restos del Partido Laborista-Agrario, alegando que Oyama Ikuo era demasiado hostil para una fusión con el centrista Partido Laborista-Agrario de Japón. El partido estaba en una feroz competencia con el grupo liderado por Oyama Ikuo por la lealtad de los antiguos activistas y simpatizantes del Partido Laborista-Agrario.
En octubre de 1928 se fundó una organización de mujeres vinculada al Partido de las masas proletarias, la Alianza de Mujeres Proletarias.
El 20 de diciembre de 1928, el partido se fusionó con el Partido Laborista-Agrario de Japón, el Partido de los Granjeros de Japón y cuatro partidos políticos regionales, para crear el Partido de las Masas de Japón. El ala de mujeres se fusionó con la centrista Liga Nacional Femenina en enero de 1929, fundando la Liga Proletaria de Mujeres.